# 二乗検波
二乗検波(にじょうけんぱ、square-law detection)とは、振幅変調された信号(AM信号)を復調するための方法の1つである。 PN接合の半導体ダイオードのI-V特性(電流-電圧特性)の非線形性を利用する方法である。非常に簡便な手法であるので多用されている。

## 原理
入力されたAM信号の電圧vinを全てダイオードにかけた時にダイオードに流れる電流を考える。簡単のために被変調波は正弦波であると仮定すると、
{\displaystyle {v}_{in}={v}_{s}(1+{m}_{f}\sin {\omega }_{m}t)\cos {\omega }_{c}t}
ただし、vs、mf、ωm、ωc、tはそれぞれ搬送波の電圧振幅、変調度、被変調波の角振動数、搬送波の角振動数、時刻である。
PN接合の半導体ダイオードのI-V特性は、半導体の一般論から次のように与えられることが知られている。
{\displaystyle {I}_{D}={I}_{S}(\exp(e{V}_{D}/({k}_{B}T))-1)}
ここで、IDはダイオードに流れる電流、VDはダイオードの両端にかかる電圧、ISは飽和電流である。また、e、kB、Tはそれぞれ、電子の電荷(正の値として定義)、ボルツマン定数、絶対温度である。
この式においてVDは正負両方の値をとってよいことに注意したい。したがって、IDも正負両方の値をとり得る 。特に、VDが負の値でその絶対値が十分大きいならば指数関数の値はほとんどゼロであるからID=-IS、つまりISはダイオードに逆電圧をかけた時の漏れ電流に相当している。飽和電流の値は不純物をドープする割合などに依存するので使用するデバイスによって異なるが、一般的には10-16(A)から10-10(A)程度である。
さて、今 θ=VD/v0が十分小さいと仮定する。ただし、v0=kBT/eである。すると、
{\displaystyle \exp \theta \simeq 1+\theta +{\theta }^{2}/2}
と近似されるから
{\displaystyle {I}_{D}\simeq {I}_{S}(\theta +({\theta }^{2}/2))}
である。仮定によりVDは入力されたAM信号に等しいから、VD=vinを代入すると、
{\displaystyle {I}_{D}\simeq \alpha {v}_{in}+\beta {v}_{in}^{2}}
である。ただし、α=IS/v0、β=IS/(2v02)と定義した。ここで右辺第2項の中身を見ると、三角関数の半角の公式を用いて、
{\displaystyle {\begin{aligned}\beta {v}_{in}^{2}&=\beta {V}_{c}^{2}(1+{m}_{f}\sin {\omega }_{m}t)^{2}\cos ^{2}{\omega }_{c}t\\&=\beta {V}_{c}^{2}\left(1+2{m}_{f}\sin {\omega }_{m}t+{m}_{f}^{2}{\frac {1-\cos 2{\omega }_{m}t}{2}}\right){\frac {1+\cos 2{\omega }_{c}t}{2}}\end{aligned}}}
であるから、この中に復調波 β mf V2c sinωmt が含まれていることがわかる。したがって、電流を測定しそれをローパスフィルタ(LPF)に通して低周波成分のみ取り出せば復調できることがわかる(ただし、直流成分が含まれているのでその分は除去する必要がある)。

## 高調波ノイズ
2次高調波が高調波ノイズとして発生する点は2乗検波の欠点の1つである。その電流振幅は
{\displaystyle \beta {m}_{f}^{2}{V}_{c}^{2}/4}
で与えられることは上式からわかる。基本波の振幅はβmfVc2であるから、その比は
2次高調波の振幅/基本波の振幅{\displaystyle ={m}_{f}/4}
である。したがって、変調度の大きなAM信号を復調するのには向かないことがわかる。

## SN
以上は入力信号にノイズを含まない場合の説明である。入力信号にノイズが含まれている場合、当然復調波のSN比は悪化する。考えるノイズのモデルにもよるが、2乗検波、直線ダイオード検波、同期検波を比較すると、2乗検波が性能的に最も劣っている。

## 実装
原理の項の説明からわかるように、入力されるAM信号の電圧はあまり大きな値であっては困る。したがって、ラジオ電波を受信する場合、強電界地区では回路的に対策をとらないまま2乗検波で復調するのは困難である。(そのような場合は、むしろ直線ダイオード検波が適している。)また、逆にあまりにも小さな値では、ダイオードに流れる電流が小さくなりすぎて実用的ではない。通常、ダイオードとしてシリコンダイオードが使われることはなく、ゲルマニウムダイオードの使用例が多い。理由は、ダイオードがオンになる(つまり、ある程度大きな電流が流れ始める)電圧がゲルマニウムダイオードの方がより低いからである。
ダイオードに流れる電流は、ダイオードに直列に抵抗を入れて抵抗の両端にかかる電圧を測定して検出する。この電圧をLPFに通して低周波成分のみ取り出せば復調できる。なお、この抵抗に発生する電圧は原理からのずれであるので誤差になる。